# Национальный музей Нигерии
Национальный музей Нигерии (англ. Nigerian National Museum) — наиболее значительный из музеев Нигерии. Расположен на острове Лагос в Лагосе. Основан в 1957 году английским археологом Кеннетом Мюрреем. В музее хранятся основные этнографические коллекции и собрания произведений традиционного искусства, предметы археологии. В музее собрана богатейшая в мире коллекция нигерийского искусства: древние бронзовые изделия из Бенин-Сити и Ифе, ритуальные маски Икот-Экпене, деревянная скульптура. В музее проводится научно-исследовательская работа. Особое внимание уделяется археологическим раскопкам, помогающим воссоздавать историю страны.
В музее хранятся отдельные вещи так называемой «афро-португальской» пластики. «Афро-португальская» пластика — первая африканская скульптура, с которой познакомились европейцы. Кубки, солонки, ложки и тому подобные предметы, которые делали из слоновой кости по заказам португальских торговцев, вывозились из Бенинского царства.